# 가챠폰

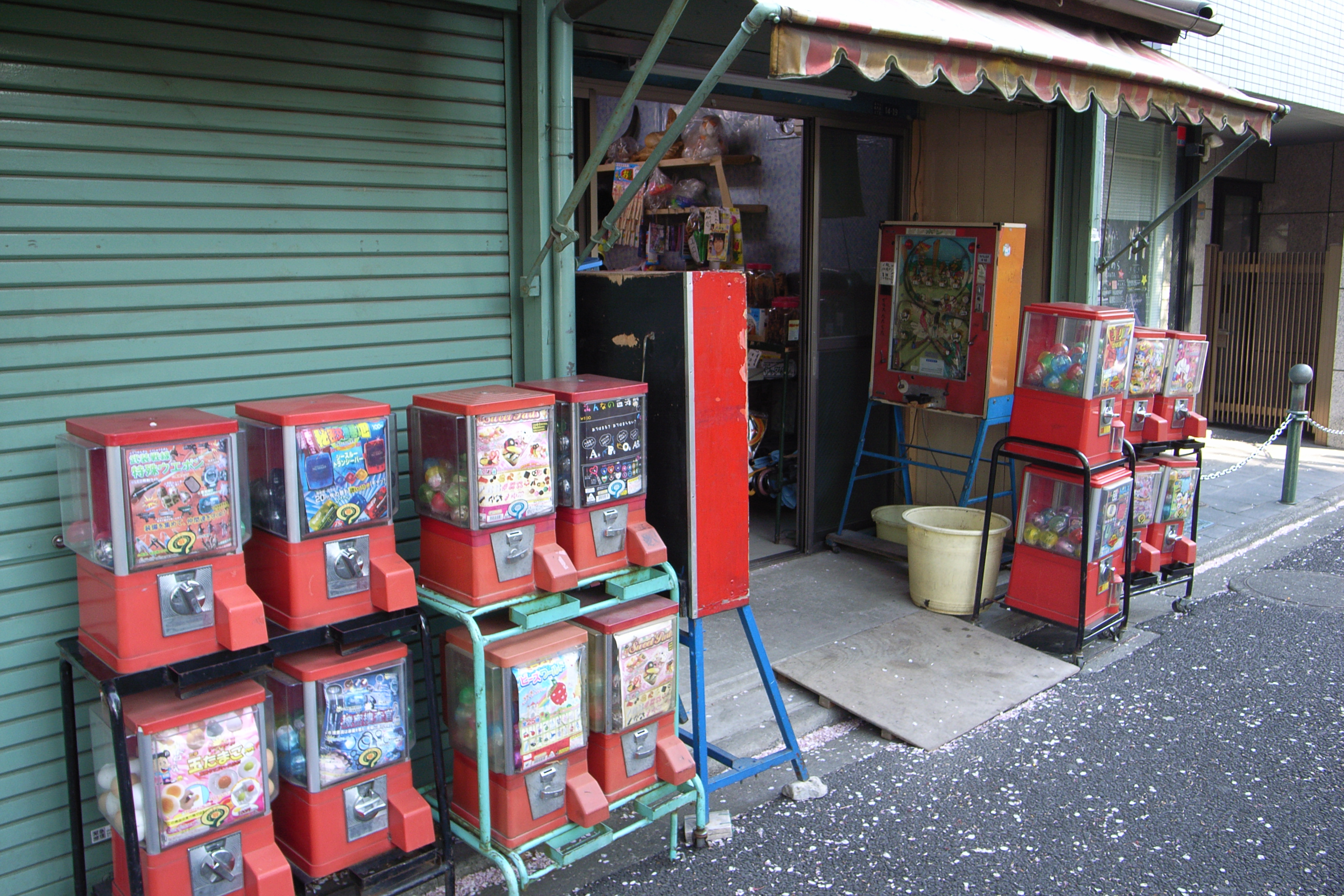
일본의 가샤폰

가챠폰(ガチャポン) 또는 캡슐토이(Capsuletoy)는 자판기의 일종으로, 동전을 넣으면 애니메이션 피규어나, 악세서리가 나온다.

## 같이 보기
- 킨더 서프라이즈
- 가챠 게임